# 焦郑黄河大桥
焦郑黄河大桥是中国河南省境内的一座跨黄河公路桥梁。大桥横跨黄河中下游交界河段，北岸衔接焦作市武陟县，南岸连接郑州市惠济区。工程于2016年启动建设，2019年12月6日正式通车。总投资36.47亿元。
起点北接焦作市迎宾大道，终点通过全苜蓿叶立交连接郑州市荥阳S312沿黄快速路。大桥设有步行通道。

## 技术参数
全长26.356公里，其中黄河特大桥10647.5米，沁河特大桥1202米。主桥采用预应力混凝土连续梁结构。设计为双向六车道一级公路标准，设计时速100公里，通航净空高度满足黄河Ⅲ级航道要求。